# Hadra
Hadra (niem. Hadra) – wieś w Polsce położona w województwie śląskim, w powiecie lublinieckim, w gminie Herby, nad Liswartą.
W latach 1954–1968 wieś należała i była siedzibą władz gromady Hadra, po jej zniesieniu w gromadzie Lisów. W latach 1975–1998 miejscowość administracyjnie należała do województwa częstochowskiego.

## Położenie geograficzne
Hadra jest miejscowością położoną na południowym krańcu gminy Herby, przy granicy z gminą Boronów, gminą Kochanowice i gminą Koszęcin.

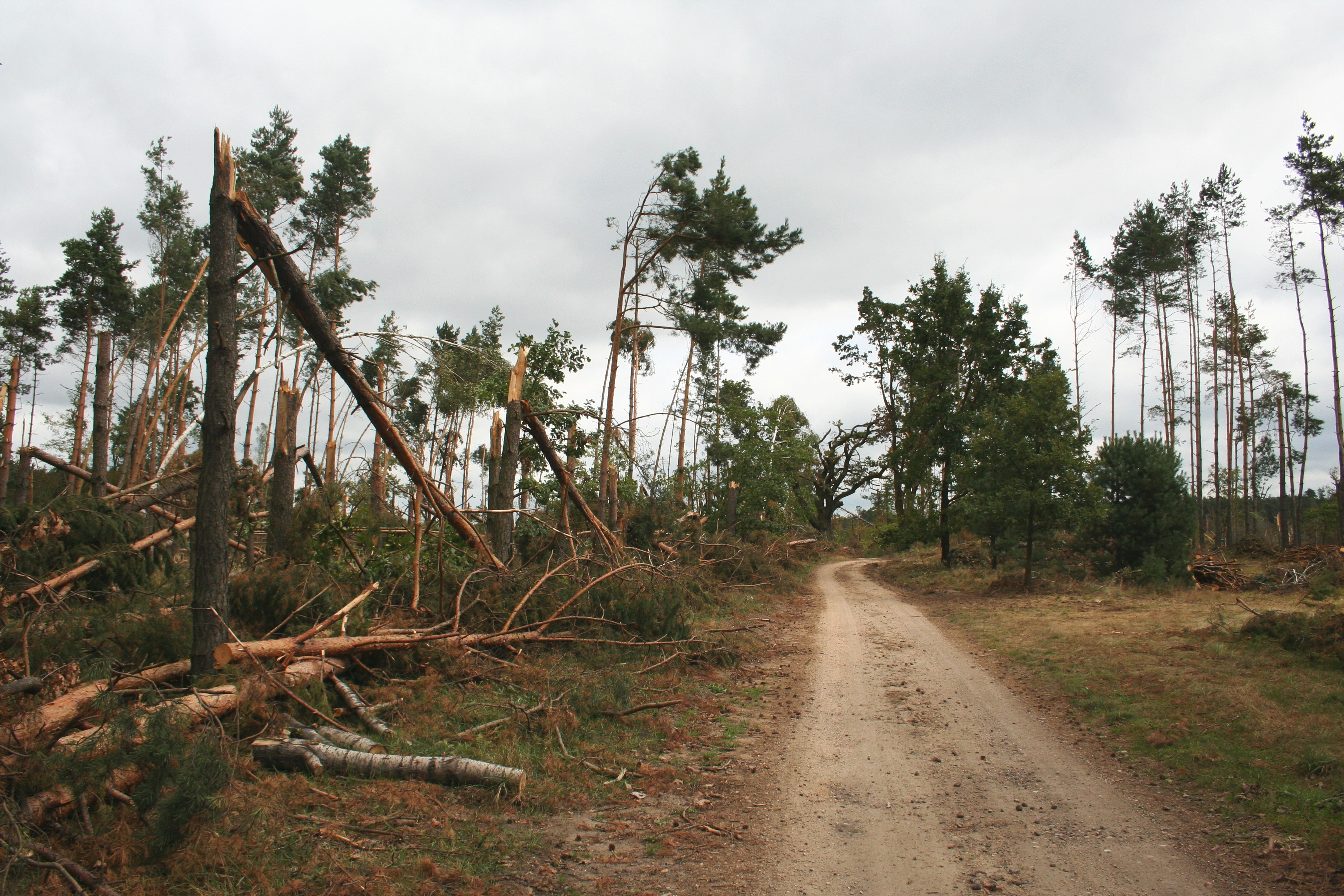
Las w sąsiedztwie Hadry po przejściu tornada w sierpniu 2008, droga do Zumpów

Wieś ma charakter wielodrożnicy. W administracji kościoła katolickiego wieś podlega parafii św. Marcina Biskupa i Wyznawcy w Cieszowej. Przez miejscowość przebiega Szlak Józefa Lompy.
W miejscowości znajdują się:

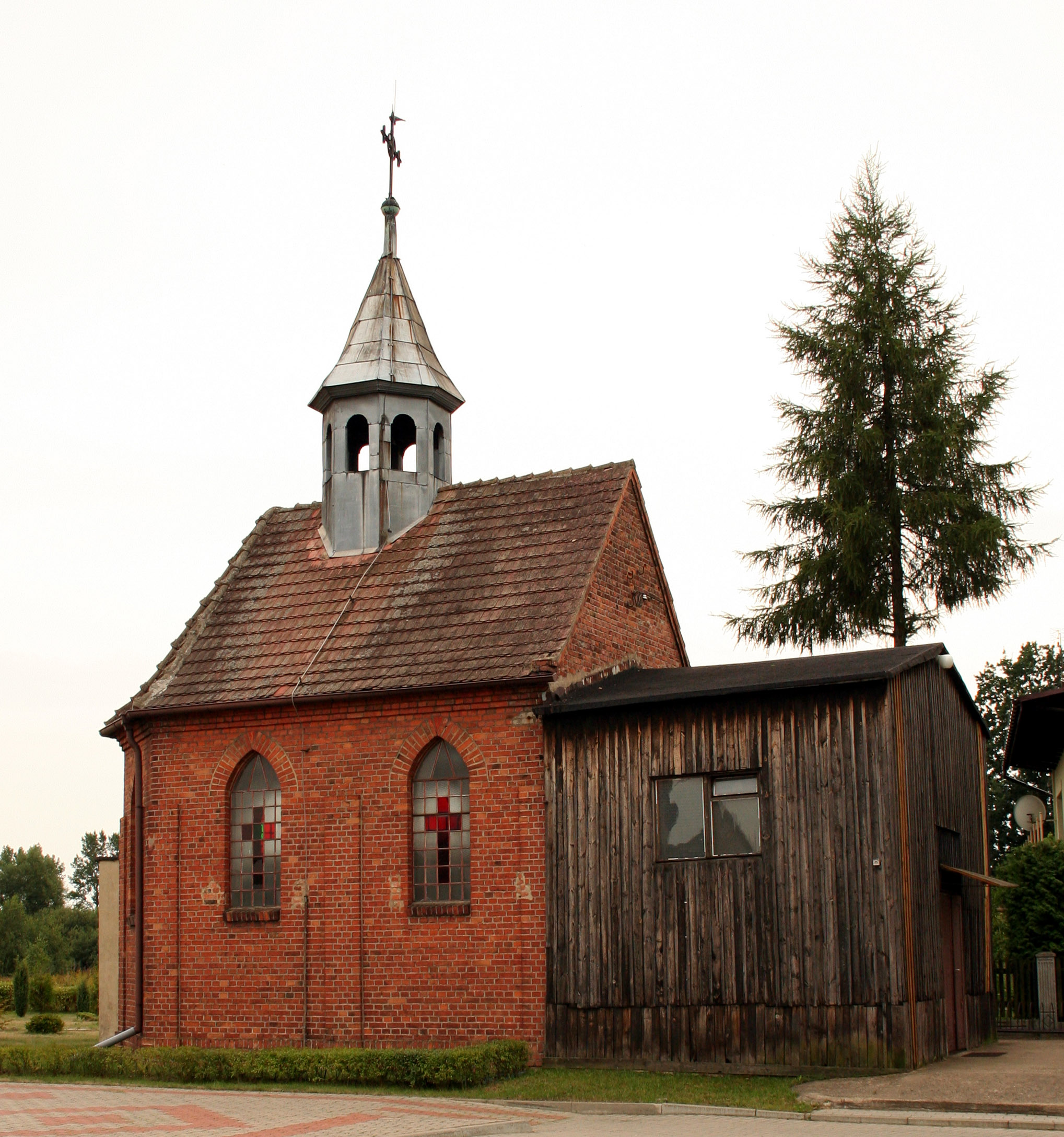
Kaplica św. Anny

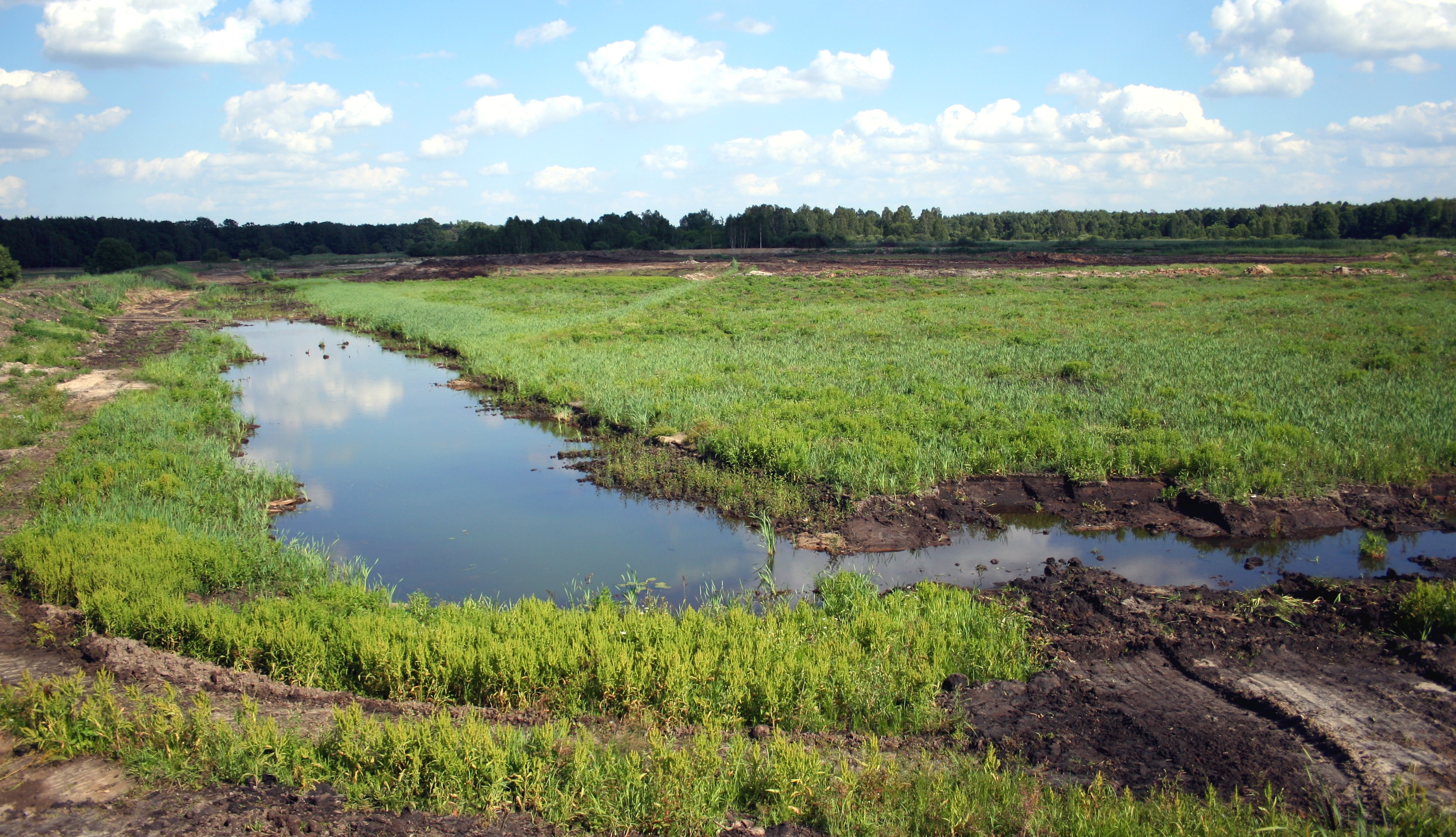
Dno stawu hodowlanego w Hadrze

- kaplica św. Anny poświęcona w dniu 26 lipca 1932
- kościół św. Anny
- Szkoła podstawowa, przedszkole,
- Klub sportowy
- Zakład produkujący żwir użytkowy „Żwirex”
- We wschodniej części miejscowości znajduje się staw rybacki przy korycie Liswarty o powierzchni 40 ha oznaczony jako łowisko numerem C 31.
- W południowej części znajdują się zabudowania popegeerowskie, dawny folwark w Hadrze.

## Historia miejscowości
W miejscowości co najmniej od XVIII wieku istniała kuźnica, wybudowana przez Franciszka Kotulińskiego, która w późniejszym okresie produkowała żelazo sztabowe. W pobliżu miejscowości położona była także kuźnia Kia.
Od końca XVIII w. wies posiadała pieczęć gminną napisową z legendą SIEGEL – DER – GEMEINDE – HADRA – LUBLINITZER KREIS.
W roku 1995 niewielka część obszaru Hadry o powierzchni 35,35 ha przyłączona została do gminy Kochanowice.

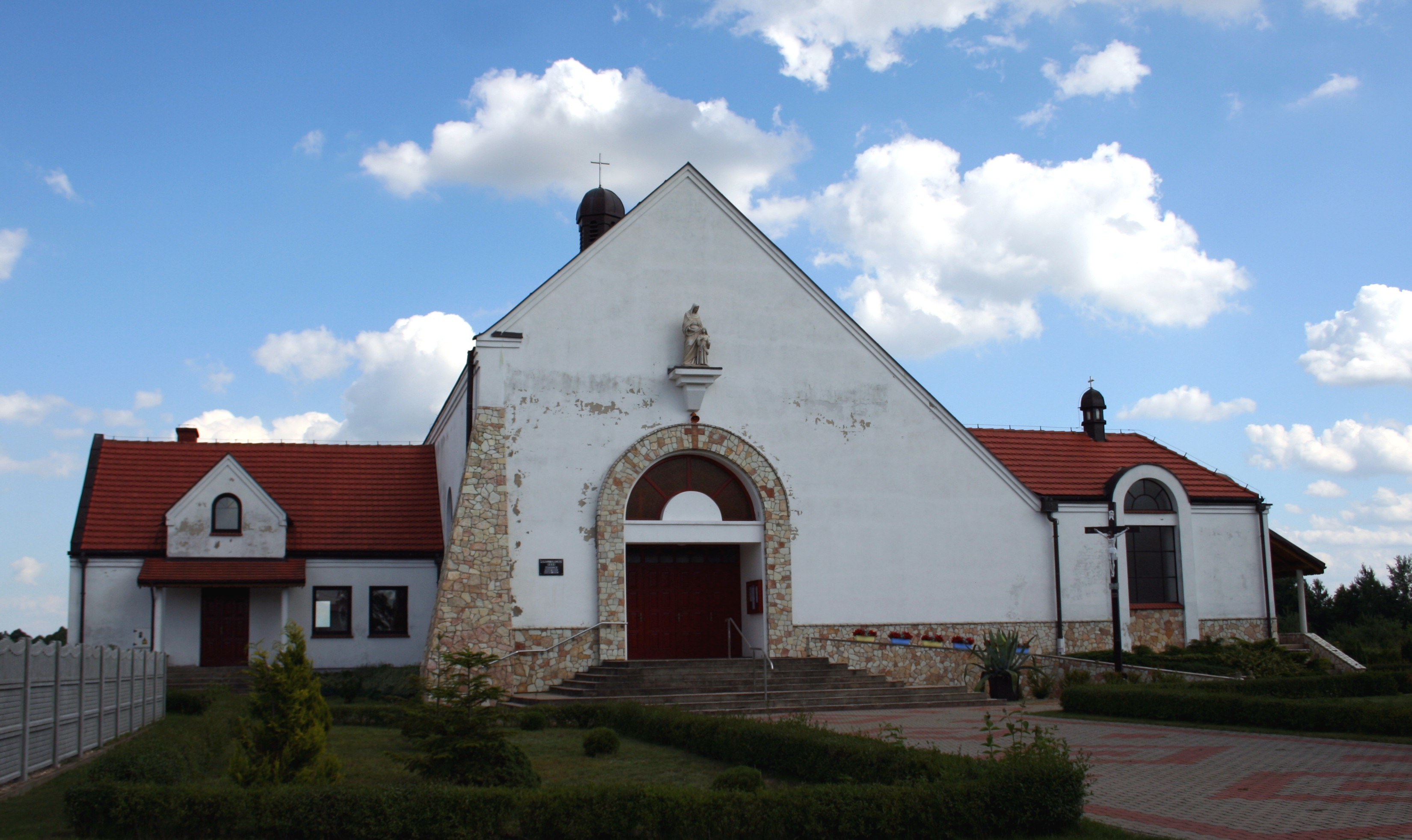
Kościół św. Anny
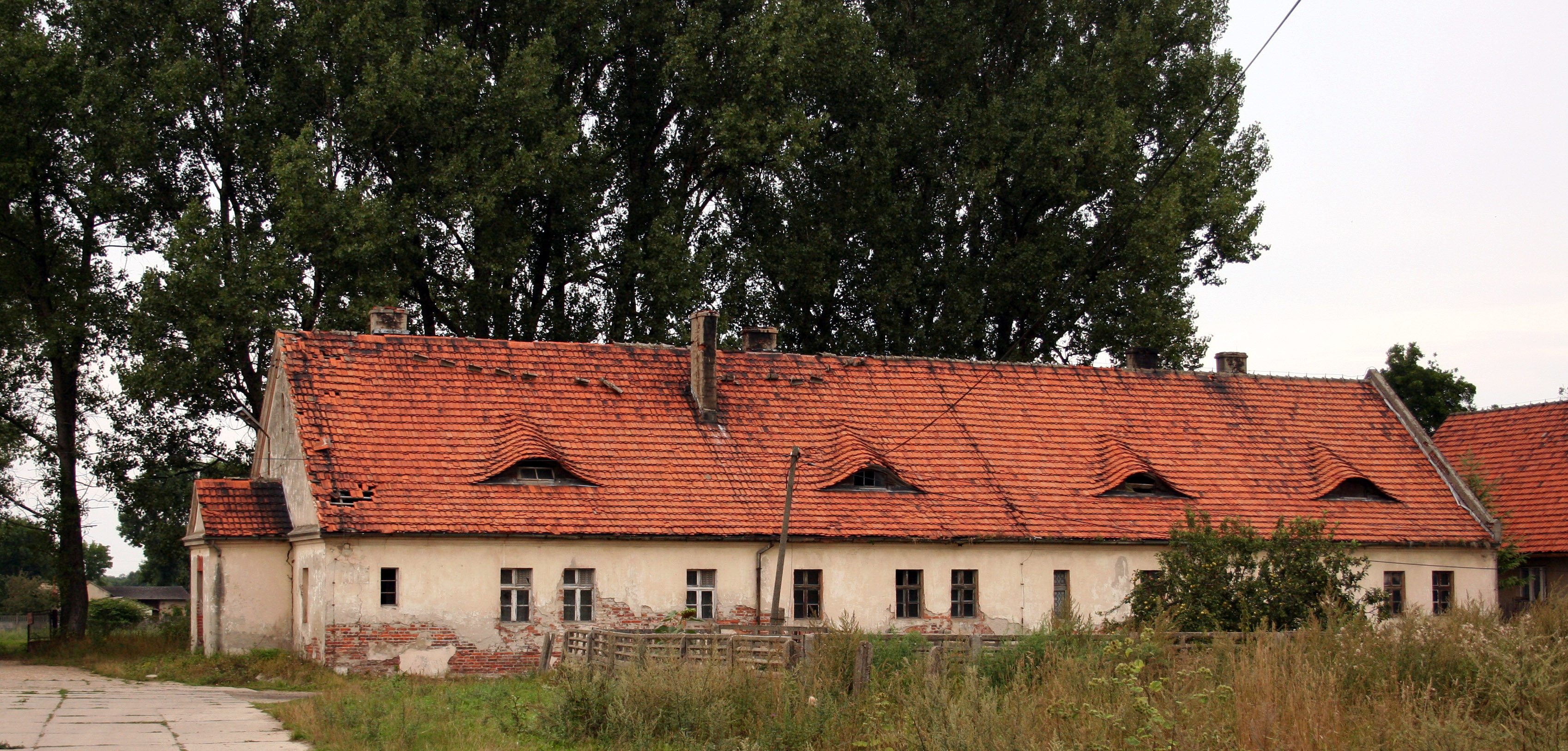
Fragment zabudowań dawnego folwarku